# Diane Lane
Diane Lane (* 22. ledna 1965, New York) je americká herečka. 
V divadle vystupovala poprvé v šesti letech ve hře Médeia (Eurípidés). Před zahájením filmové kariéry dále hrála například ve hrách Élektra (Sofoklés), Dobrý člověk ze Sečuanu (Bertolt Brecht), Krvavá svatba (Federico García Lorca) a Višňový sad (Anton Pavlovič Čechov).
Jako filmová herečka debutovala coby čtrnáctiletá ve snímku Střípky lásky. Později hrála v desítkách dalších filmů, včetně čtyř režírovaných Francisem Fordem Coppolou: Ztracenci (1983), Dravé ryby (1983), The Cotton Club (1984) a Jack (1996). Hlavní roli také ztvárnila ve filmu Paříž počká (2016), který režírovala Coppolova manželka Eleanor. Za svou roli ve filmu Nevěrná (2002) byla nominována na Oscara a Zlatý glóbus.
V letech 1988 až 1994 byl jejím manželem herec Christopher Lambert, v letech 2004 až 2013 herec Josh Brolin.

## Filmografie (výběr)
- Střípky lásky (1979)
- Ztracenci (1983)
- Dravé ryby (1983)
- Cotton Club (1984)
- Ohnivé ulice (1984)
- Tah jezdcem (1992)
- Chaplin (1992)
- Soudce Dredd (1995)
- Jack (1996)
- Vražda v Bílém domě (1997)
- Můj pes Skip (2000)
- Dokonalá bouře (2000)
- Skleněný dům (2001)
- Tvrdá hra (2001)
- Nevěrná (2002)
- Pod toskánským sluncem (2003)
- Láska na inzerát (2005)
- Hollywoodland (2006)
- Smrt on-line (2008)
- Noci v Rodanthe (2008)
- Jumper (2008)
- Secretariat (2010)
- Muž z oceli (2013)
- V hlavě (2015) - hlas
- Trumbo (2015)
- Paříž počká (2016)
- Batman vs Superman: Úsvit spravedlnosti (2016)
- Mark Felt: Muž, který zradil (2017)
- Liga spravedlnosti (2017)
- Ticho před bouří (2019)
- Nechte ho jít (2020)
- Liga spravedlnosti Zacka Snydera (2021)